# Sarron
Sarron är en kommun i departementet Landes i regionen Nouvelle-Aquitaine i sydvästra Frankrike. Kommunen ligger i kantonen Aire-sur-l'Adour som tillhör arrondissementet Mont-de-Marsan. År 2022 hade Sarron 105 invånare.

## Befolkningsutveckling
Antalet invånare i kommunen Sarron
Referens:INSEE